# Крещєнське (Новосибірська область)
Крещєнське (рос. Крещенское) — село у Убінському районі Новосибірської області Російської Федерації.
Входить до складу муніципального утворення Крещєнська сільрада. Населення становить 301 особа (2010).

## Історія
Згідно із законом від 2 червня 2004 року органом місцевого самоврядування є Крещєнська сільрада.

## Населення
| 2002 | 2007 | 2010 |
| ---- | ---- | ---- |
| 409  | ↗412 | ↘301 |